# Kappa1 Apodis
Kappa1 Apodis (κ1 Apodis, förkortat Kappa1 Aps, κ1 Aps), som är stjärnans Bayer-beteckning, är en dubbelstjärna i den mellersta delen av stjärnbilden Paradisfågeln. Den har en kombinerad skenbar magnitud på +5,52 och är svagt synlig för blotta ögat där ljusföroreningar ej förekommer. Baserat på parallaxmätningar i Hipparcos-uppdraget på 2,6 mas beräknas den befinna sig på ca 1 200 ljusårs (380 pc) avstånd från solen. 

## Egenskaper
Primärstjärnan Kappa1 Apodis är en blå till vit jättestjärna. Den har en massa som är ca 12 gånger solens massa, en radie som är ca 3,8 och utsänder ca 2 100 gånger mera energi än solen från dess fotosfär vid en effektiv temperatur på ca 21 500 K. Det kombinerade spektret matchar spektralklass B1npe, där e-suffixet anger att den är en Be-stjärna med emissionslinjer i spektret. n-suffixet anger att absorptionslinjerna i spektret är diffusa på grund av dopplereffekten som ett resultat av stjärnans snabba rotation. Slutligen anger p-suffixet att någon särskild egenskap noterats i spektret.
Kappa1 Apodis klassificeras som en variabel stjärna av typen Gamma Cassiopeiae-variabel och dess magnitud varierar från +5,43 till +5,61. Den är en spektroskopisk dubbelstjärna med en omloppsperiod på 0,6 dygn. Följeslagare är en underjätte av spektraltyp K av 12:e magnituden belägen vid en vinkelseparation på 27 bågsekunder från primärstjärnan.